# Agnieszka Krystyna Bieńkowska
Agnieszka Krystyna Bieńkowska – polska specjalistka w zakresie controllingu, prorektor Politechniki Wrocławskiej (2020–2023).

## Życiorys
W 1992 zdała maturę w III Liceum Ogólnokształcącym we Wrocławiu. W 1997 ukończyła studia z organizacji i zarządzania w Instytucie Organizacji i Zarządzania Wydziału Informatyki i Zarządzania Politechniki Wrocławskiej (PWr). Promotorem pracy magisterskiej Koncepcja rozwiązań wdrożeniowych kontrolingu jakości na przykładzie Wrocławskich Zakładów Zielarskich S.A. był Zygmunt Kral. Pod jego kierunkiem napisała też i w 2002 obroniła z wyróżnieniem doktorat w dziedzinie nauk ekonomicznych, dyscyplinie nauk o zarządzaniu, nt. Kształtowanie rozwiązań kontrolingu jakości. W 2016 habilitowała się na podstawie monografii Analiza rozwiązań i wzorce controllingu w organizacji. W 2022 otrzymała tytuł profesora nauk społecznych w dyscyplinie nauki o zarządzaniu i jakości.
Jej zainteresowania naukowe obejmują zarządzanie zasobami ludzkimi, nowoczesne metody i techniki zarządzania, controlling, controlling jakości oraz wiedzy.
Od 1997 doktorantka PWr.  od 2002 asystentka w macierzystym Instytucie; od 2005 adiunktka; od 2018 profesor uczelni. Pełniła bądź pełni szereg funkcji na PWr, m.in.: zastępczyni dyrektora ds. nauczania Instytutu Organizacji i Zarządzania (2008–2012), prodziekan ds. nauczania Wydziału Informatyki i Zarządzania (2012–2016), prorektor ds. kształcenia (2020–2023). Od 2020 kierowniczka Katedry Systemów Zarządzania i Rozwoju Organizacji.